# Aquilaria khasiana
Aquilaria khasiana är en tibastväxtart som beskrevs av H. Hallier. Aquilaria khasiana ingår i släktet Aquilaria och familjen tibastväxter. Inga underarter finns listade i Catalogue of Life.